# Kosárlabda a 2012. évi nyári olimpiai játékokon
A 2012. évi nyári olimpiai játékokon a kosárlabdatornákat július 28. és augusztus 12. között rendezték. A férfi és a női tornán is 12 csapat vehetett részt.
Minden csapatot 12 játékos alkotott, így összesen 288 sportoló (144 férfi és 144 nő) vehetett részt a tornákon. Magyarország a kosárlabdában nem szerepelt.

## Eseménynaptár
| 1–5 | A csoportkör fordulói | Nd. | Negyeddöntők | Ed. | Elődöntők | H | Helyosztók |

| júl./aug. | 28 | 29 | 30 | 31 | 1  | 2  | 3  | 4  | 5  | 6  | 7   | 8   | 9   | 10  | 11 | 12 |
| --------- | -- | -- | -- | -- | -- | -- | -- | -- | -- | -- | --- | --- | --- | --- | -- | -- |
| Férfi     |    | 1. |    | 2. |    | 3. |    | 4. |    | 5. |     | Nd. |     | Ed. |    | H  |
| Női       | 1. |    | 2. |    | 3. |    | 4. |    | 5. |    | Nd. |     | Ed. |     | H  |    |

## Éremtáblázat
(A táblázatokban az egyes számoszlopok legmagasabb értéke vagy értékei vastagítással kiemelve.)
| A 2012. évi nyári olimpiai játékok éremtáblázata kosárlabdában | A 2012. évi nyári olimpiai játékok éremtáblázata kosárlabdában | A 2012. évi nyári olimpiai játékok éremtáblázata kosárlabdában | A 2012. évi nyári olimpiai játékok éremtáblázata kosárlabdában | A 2012. évi nyári olimpiai játékok éremtáblázata kosárlabdában | Olimpia  |
| -------------------------------------------------------------- | -------------------------------------------------------------- | -------------------------------------------------------------- | -------------------------------------------------------------- | -------------------------------------------------------------- | -------- |
|                                                                | Ország                                                         | Arany                                                          | Ezüst                                                          | Bronz                                                          | Összesen |
| 1.                                                             | Egyesült Államok (USA)                                         | 2                                                              | 0                                                              | 0                                                              | 2        |
|                                                                |                                                                |                                                                |                                                                |                                                                |          |
| 2.                                                             | Franciaország (FRA)                                            | 0                                                              | 1                                                              | 0                                                              | 1        |
| 2.                                                             | Spanyolország (ESP)                                            | 0                                                              | 1                                                              | 0                                                              | 1        |
|                                                                |                                                                |                                                                |                                                                |                                                                |          |
| 4.                                                             | Ausztrália (AUS)                                               | 0                                                              | 0                                                              | 1                                                              | 1        |
| 4.                                                             | Oroszország (RUS)                                              | 0                                                              | 0                                                              | 1                                                              | 1        |
|                                                                |                                                                |                                                                |                                                                |                                                                |          |
| Összesen                                                       | Összesen                                                       | 2                                                              | 2                                                              | 2                                                              | 6        |

## Érmesek

### Férfi torna
| A 2012. évi nyári olimpiai játékok érmesei férfi kosárlabdában | A 2012. évi nyári olimpiai játékok érmesei férfi kosárlabdában | A 2012. évi nyári olimpiai játékok érmesei férfi kosárlabdában | A 2012. évi nyári olimpiai játékok érmesei férfi kosárlabdában |
| --- | --- | --- | -------------------------------------------------------------- |
| Arany | Ezüst | Bronz |                                                                |
| Egyesült Államok (USA) | Spanyolország (ESP) | Oroszország (RUS) |                                                                |
| Carmelo Anthony Kobe Bryant Tyson Chandler Anthony Davis Kevin Durant James Harden Andre Iguodala LeBron James Kevin Love Chris Paul Russell Westbrook Deron Williams | José Calderón Víctor Claver Rudy Fernández Marc Gasol Pau Gasol Serge Ibaka Sergio Llull Juan Carlos Navarro Felipe Reyes Sergio Rodríguez Víctor Sada Fernando San Emeterio | Szemjon Antonov Vitalij Fridzon Viktor Hrjapa Dmitrij Hvosztov Szergej Karaszjov Alekszandr Kaun Andrej Kirilenko Szergej Monya Tyimofej Mozgov Anton Ponkrasov Alekszej Sved Jevgenyij Voronov |                                                                |

### Női torna
| A 2012. évi nyári olimpiai játékok érmesei női kosárlabdában | A 2012. évi nyári olimpiai játékok érmesei női kosárlabdában | A 2012. évi nyári olimpiai játékok érmesei női kosárlabdában | A 2012. évi nyári olimpiai játékok érmesei női kosárlabdában |
| --- | --- | --- | ------------------------------------------------------------ |
| Arany | Ezüst | Bronz |                                                              |
| Egyesült Államok (USA) | Franciaország (FRA) | Ausztrália (AUS) |                                                              |
| Lindsay Whalen Seimone Augustus Sue Bird Maya Moore Angel McCoughtry Asjha Jones Tamika Catchings Swin Cash Diana Taurasi Sylvia Fowles Tina Charles Candace Parker | Isabelle Yacoubou Endéné Miyem Clémence Beikes Sandrine Gruda Edwige Lawson-Wade Céline Dumerc Florence Lepron Émilie Gomis Marion Laborde Élodie Godin Emmeline Ndongue Jennifer Digbeu | Jenna O'Hea Samantha Richards Jennifer Screen Abby Bishop Suzy Batkovic Kathleen MacLeod Kristi Harrower Laura Summerton Belinda Snell Rachel Jarry Liz Cambage Lauren Jackson |                                                              |